# 31777 Amywinegar
31777 Amywinegar este o planetă minoră (asteroid), cu un diametru de 5,611 km, din centura de asteroizi. A fost descoperită pe 10 mai 1999 la Experimental Test Site⁠(d) de Lincoln Near-Earth Asteroid Research. 
Obiectul prezintă o orbită caracterizată de o semiaxă mare de 2,9000168 UAi, o excentricitate de 0,06, o înclinație de 3,12145 ° în raport cu ecliptica.